# 海倫·凱勒

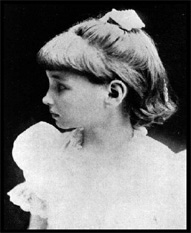
7岁时的海伦·凯勒

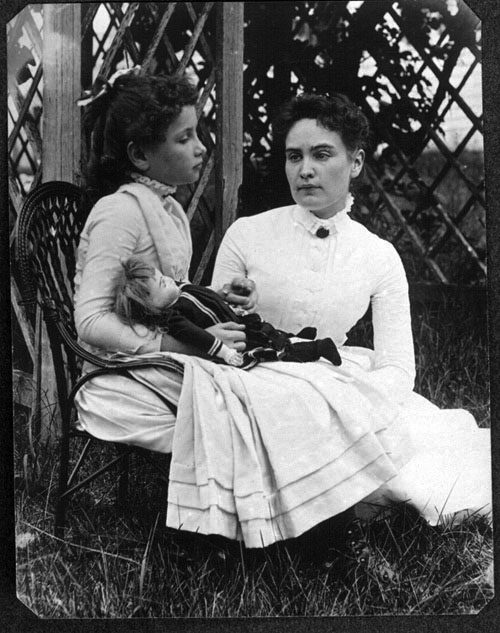
海倫·凱勒與蘇莉文老師

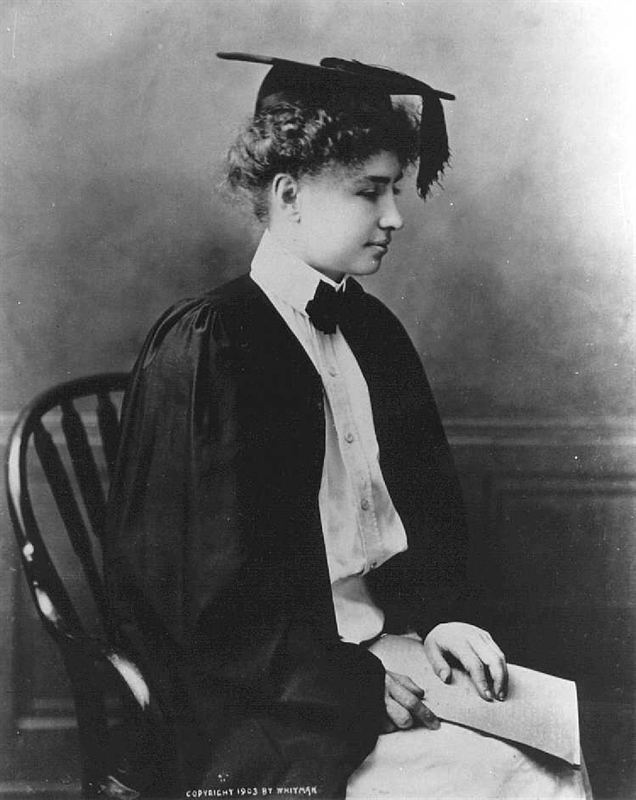
1904年海倫·凱勒自哈佛大學畢業

海倫·亞當斯·凱勒（英語：Helen Adams Keller，1880年6月27日—1968年6月1日）是出身在美國阿拉巴馬州的西塔斯坎比亞的作家、身障人權利倡導者、政治活動家及講師。她在19個月大的一次疾病中失去了視力和聽力。然後，她主要使用家庭手語（英語：Home sign 或 kitchen sign，指聽障兒童自發性的手勢溝通系統）進行溝通。7歲時，她遇到了教師及終身夥伴安·沙利文（Anne Sullivan），後者教導她學習使用語言，包括閱讀和寫作。蘇利文的第一堂課是在凱勒的手上拼寫單詞，向她展示她周圍物體的名稱。她還學會瞭如何使用 Tadoma 方法溝通並理解他人的談話。在專科學校和主流學校接受教育後，她就讀於哈佛大學拉德克利夫學院，並成為第一個獲得文學學士學位的聾盲人。從1924年到1968年，她在美國盲人基金會（American Foundation for the Blind）工作；在此期間，她遊覽於美國各地，並前往全球35個國家，為視力喪失者提供協助。
她是一位多產的作家，撰寫了14本書和數百篇演講和論文，主題從動物到重點人物。她為身心障礙人士、婦女選舉權、勞工權利和世界和平等議題舉行活動。她於1909年加入美國社會黨。她是（美國）全國有色人種協進會的支持者，也是美國公民自由聯盟的創始成員。1933年，當她的書《我如何成為一名社會主義者》（英語：How I Became a Socialist）被希特勒青年團燒毀時，她給德國學生會（Student Body of Germany）寫了一封公開信，譴責（當時德國的）審查制度和偏見。
她和沙利文的故事因她的自傳《我的生活》及改編自該作品的電影和舞台劇《奇蹟工作者》（英語：The Miracle Worker）而聞名於世。

## 生平
海倫·凱勒於1880年6月27日出生在美国阿拉巴馬州的塔斯坎比亚 。海倫·凱勒本是健康的嬰兒，但卻在19個月大的時候患了急性脑充血症，永遠的失去了聽覺和視覺。長大後運用自創的手語與家庭成員溝通。隨著年歲的增長，簡單的交流不能滿足她，脾氣變得暴躁。6歲時，她的父母在家庭醫生的協助下，邀請柏金斯啟明學校的安妮·蘇利文老師作為海倫·凱勒的啟蒙導師。
蘇利文老師先瞭解海倫的脾氣躁動的原因：她的父母不忍心看她做錯事（打人、不守規矩、破壞東西等）被懲罰的樣子，於是在她做錯事時都給她糖果吃。她糾正父母的不正確行為，並且與海倫建立互信的關係，再耐心教導手語，讓她能與別人溝通，再教導她一些生字，她第一個學會的單字是洋娃娃。其後再教導使用手指點字以及生活禮儀。10歲時她的
父母聘請了霍勒斯曼學校的莎拉·傅樂瓦老師教導其說話，老師把中指放在她的鼻子上、食指放在嘴唇上、大拇指放在咽喉上，讓海倫亦學會說話。
1896年，海倫·凱勒進入了位於麻薩諸塞州的劍橋女子學校，同年10月父親去世。1900年秋季進入哈佛大學拉德克利夫高研院（Radcliffe College）就讀。於1904年以優異成績取得文學學士學位，並成為首位畢業於高等院校的聾盲人。這些年來蘇利文一直留在海倫·凱勒身邊，並將教科書與上課內容寫在海倫·凱勒的手掌上。
海倫於1924年組成海倫·凱勒基金會，並加入美國盲人基金會，作為其全國和國際的關係顧問，同年母親去世。其後她在國際獅子會的年會上演說，她要求獅子會成為「協助失明人士戰勝黑暗的武士」。並說：「我為你們開啟機會的窗，我正敲著你的大門。」1946年任美國全球盲人基金會國際關係顧問，共訪問35個國家。她爭取在世界各地興建盲人學校，並常去醫院探望病人，分享她的經歷。

## 評價
有人曾這樣評價她：「海倫·凱勒不但是人類的驕傲，還是我們學習的榜樣，更是人類善良的表現，相信她的事跡能成為後世的典範。」
海倫·凱勒以一個人道主義者廣為人知並極受推崇，同時她也是一個社會主義者。1909年她加入了馬薩諸塞州的美國社會黨，而後更成為「世界產業工人聯合會」的成員。她後期的社會主義及進步主義主張，主張工人权益及婦女選舉權，導致對她大加讚美的媒體反過來抨擊她，最典型的即是《布魯克林鷹報》（Brooklyn Eagle），他們評論她的「錯誤來自她在發展上受到明顯的限制」。

## 經典语录
- “当一扇幸福的门关起时，另一扇幸福的门会因此开启，但我们却经常看这扇关闭的大门太久，而忘了注意到那扇已经为我们开启的幸福之门。”
- “文学就是我的天国。在这里，我不会被剥夺公民权。任何五官的残障都无法阻碍我和我的朋友书籍接近和深切交往。”
- “虽然这个世界充满了苦难，但是也充满了很多解决和克服苦难的方法。”
- “无论处于什么环境，都要不断努力。”
- “忍耐與毅力，最後必勝。”
- “信心是命運的主宰。”
- “我只看我拥有，不看我没有的。”
- “只要朝着阳光，便不会看见阴影。”
- “寂静使人更加喜爱声音，黑暗使人更加珍惜光明。”
- “世界上最好和最美的东西是看不到也摸不到的……它们只能被心灵感受到。”
- “有时我想，要是人们把活着的每一天都看做是生命的最后一天该有多好啊!这就可能显出生命的价值。”
- “我们分明是不一样，能看得见的人和看不见的人互相不一样。不是感觉不一样，而是使用感觉的方法不一样。只是为了找到超越感觉的智慧而展开的想象力和勇气不一样而已。”
- “把你的燈提高一點，好照亮更多人的路。”
- “面對光明，陰影就在我們身後”

## 流行文化
- 熱淚心聲（1962年）
- 假如給我三天光明（1933年）
- 奇跡締造者（The Miracle Worker，2000年迪士尼电影）
- 《我的生活》
- 我的老師
- 黑暗之光─海倫凱勒的心靈世界
- 我爲什麼要加入IWW（The Miracle Worker，1916年）
- 金德永、孫世演《一生一定要認識的女性領袖50人》第16章，台灣：漢湘文化，2015年2月

## 紀念
1971年，國際獅子會的國際理事宣佈將每年6月1日定為「海倫·凱勒紀念日」。全球的獅子會在「海倫·凱勒紀念日」舉辦視力相關的服務活動。

## 影响
海倫·凱勒的故事被改編成舞臺劇《奇蹟之人》（The Miracle Worker），在美內鈴惠的漫畫《玻璃假面》中也有此劇中劇。

## 参見
- 《黑色的风采（英语：Black (2005 film)）》
- 鄭豐喜
- 史铁生
- 尼克·胡哲

## 外部連結
- The Story of My Life by Helen Keller - 古腾堡计划
- 海倫·凱勒 at Goodreads
- 海倫·凱勒在豆瓣上的资料（简体中文）
- The Story of My Life with introduction to the text （页面存档备份，存于）
- WorldCat 聯合目錄中海倫·凱勒的著作或與之相關的著作
- Booknotes interview with Dorothy Herrmann on Helen Keller: A Life, October 25, 1998.
- "Who Stole Helen Keller?" （页面存档备份，存于） by Ruth Shagoury in the Huffington Post, 2012年6月22日.
- Papers of Helen Adams Keller, 1898-2003. Schlesinger Library （页面存档备份，存于）, Radcliffe Institute, Harvard University.